# Tornidae
Ne doit pas être confondu avec Tonnidae.
Famille
Les Tornidae sont une famille de mollusques gastéropodes aquatique de l'ordre des Littorinimorpha. 

## Historique
La famille des Tornidae est décrite en 1896 par le géologue italien Federico Sacco (1864-1948),.

## Liste des genres
Selon WoRMS :
- genre Anticlimax Pilsbry & McGinty, 1946
- genre Aorotrema Schwengel & McGinty, 1942
- genre Canimarina Aguayo & Borro, 1946
- genre Caperella Laseron, 1958
- genre Circlotoma Laseron, 1958
- genre Circulter Laseron, 1958
- genre Circulus Jeffreys, 1865
- genre Cochliolepis Stimpson, 1858
- genre Cyclostremiscus Pilsbry & Olsson, 1945
- genre Discopsis de Folin, 1870
- genre Discreliotia Laseron, 1958
- genre Elachorbis Iredale, 1915
- genre Episcynia Mörch, 1875
- genre Esmeralda Pilsbry & Olsson, 1952
- genre Laciniorbis Martens, 1897
- genre Lantauia Ponder, 1994
- genre Lophocochlias Pilsbry, 1921
- genre Lydiphnis Melvill, 1906
- genre Megatyloma Cossmann, 1888 †
- genre Moeniatoma Laseron, 1958
- genre Neusas Warén & Bouchet, 2001
- genre Ovini Simone, 2013
- genre Panastoma Pilsbry & Olsson, 1945
- genre Parviturboides Pilsbry & McGinty, 1949
- genre Peripitoma Laseron, 1958
- genre Pleuromalaxis Pilsbry & McGinty, 1945
- genre Ponderinella B. A. Marshall, 1988
- genre Pseudoliotia Tate, 1898
- genre Pterolabrella Maxwell, 1969 †
- genre Pygmaeorota Kuroda & Habe, 1954
- genre Scissilabra Bartsch, 1907
- genre Scrupus Finlay, 1926
- genre Sigaretornus Iredale, 1936
- genre Solariorbis Conrad, 1865
- genre Teinostoma H. Adams & A. Adams, 1853
- genre Tornus Turton & Kingston, 1830
- genre Uzumakiella Habe, 1958
- genre Vitridomus Pilsbry & Olsson, 1945
- genre Vitrinella C. B. Adams, 1850
- genre Vitrinorbis Pilsbry & Olsson, 1952
- genre Woodringilla Pilsbry & Olsson, 1951

### Noms en synonymie
- genre Adeorbis S. V. Wood, 1842, un synonyme de Tornus Turton & Kingston, 1830
- genre Canimarina Aguayo & Borro, 1946, un synonyme de Anticlimax Pilsbry & McGinty, 1946
- genre Climacia Dall, 1903, un synonyme de Anticlimax Pilsbry & McGinty, 1946
- genre Climacina Aguayo & Borro, 1946, un synonyme de Anticlimax Pilsbry & McGinty, 1946
- genre Lioprora Laseron, 1958, un synonyme de Anticlimax Pilsbry & McGinty, 1946
- genre Miralabrum Pilsbry & Olsson, 1945, un synonyme de Cyclostremiscus Pilsbry & Olsson, 1945
- genre Ponocyclus Pilsbry, 1953, un synonyme de Cyclostremiscus Pilsbry & Olsson, 1945
- genre Pseudorotella P. Fischer, 1857, un synonyme de Teinostoma H. Adams & A. Adams, 1853
- genre Pygmaerota Kuroda & Habe, 1952, un synonyme de Pygmaeorota Kuroda & Habe, 1954
- genre Tinostoma P. Fischer, 1885, un synonyme de Teinostoma H. Adams & A. Adams, 1853

## Galerie

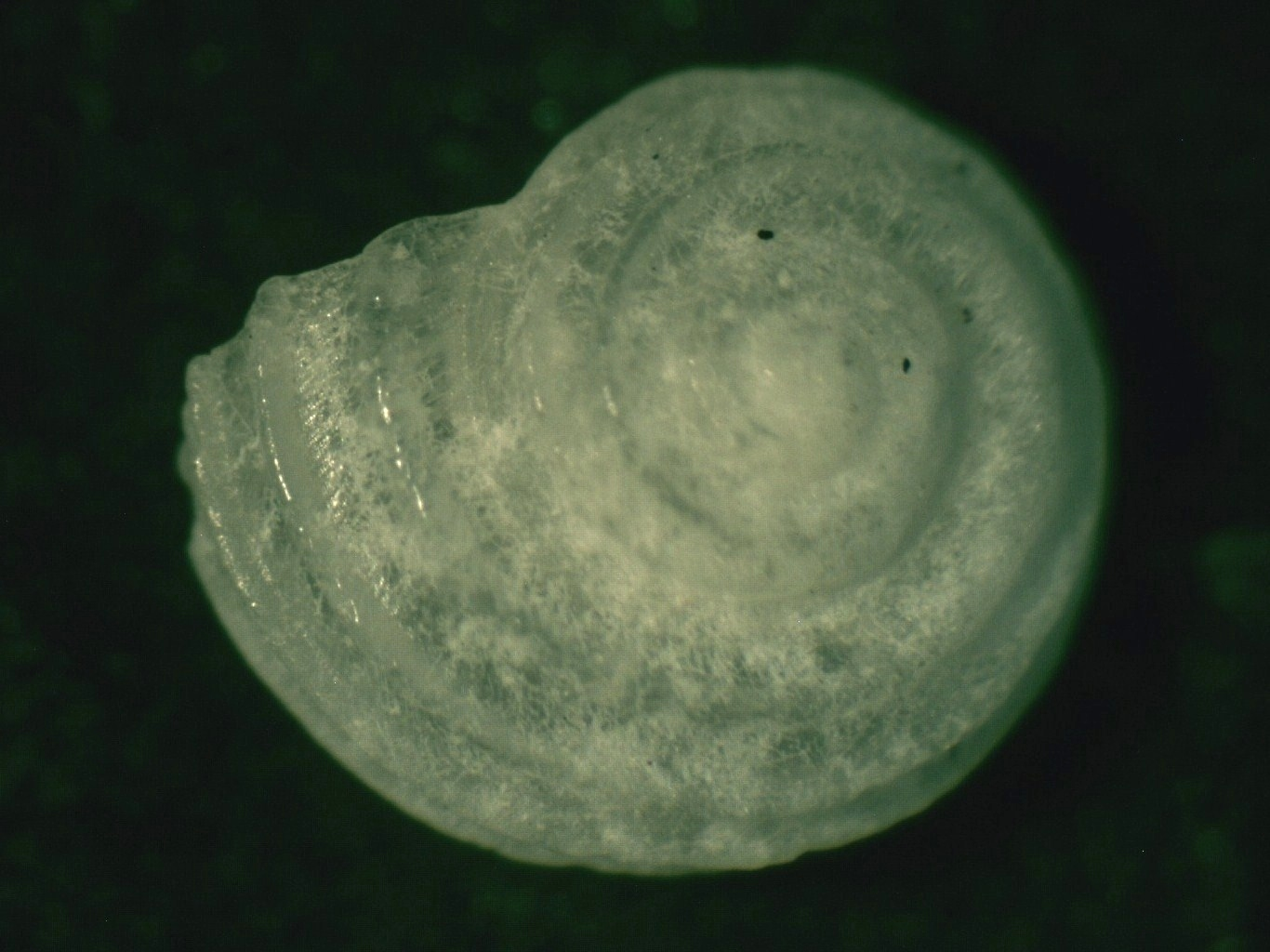
Circulus tatei.
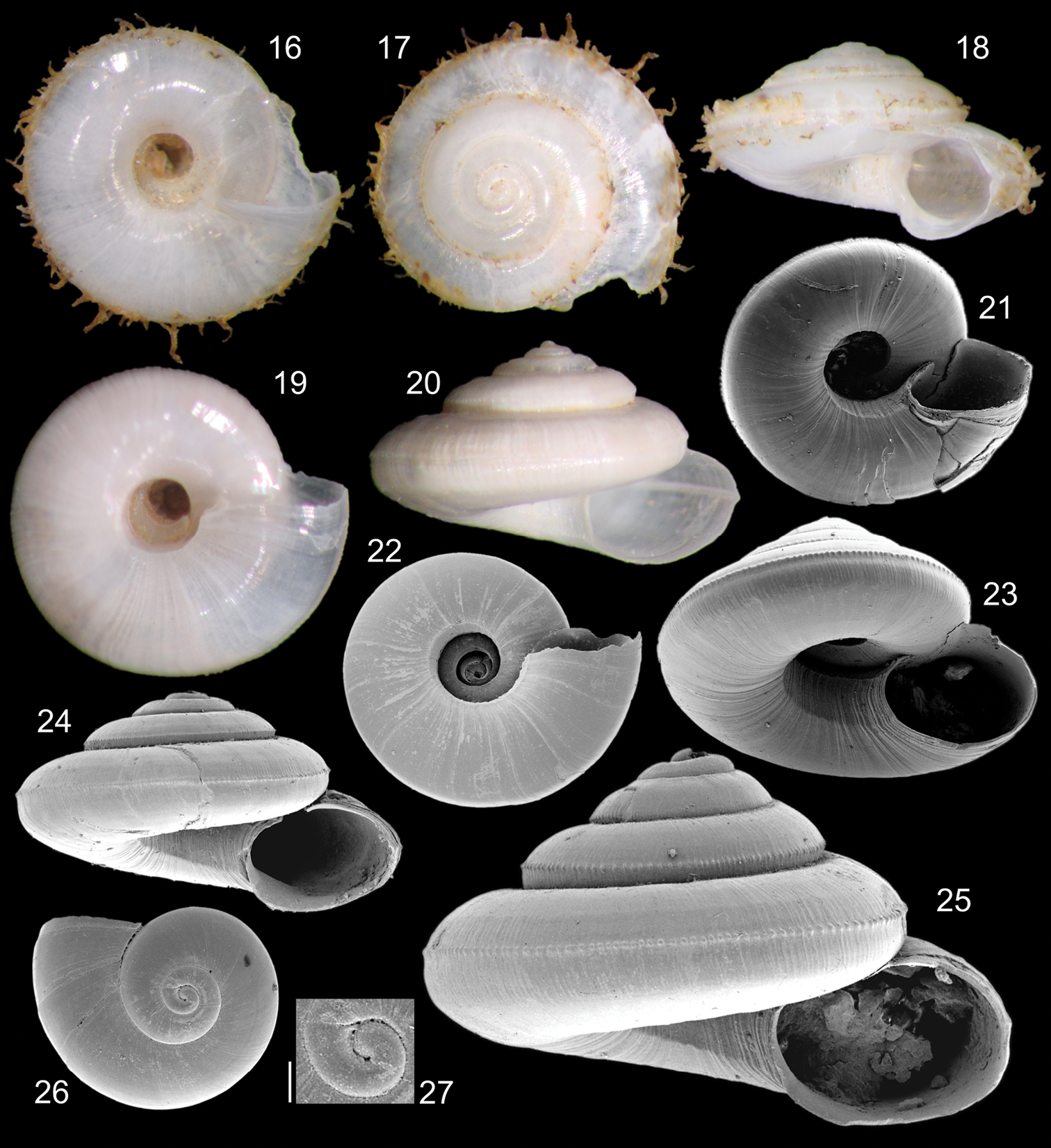
Episcynia itanhura (holotype).
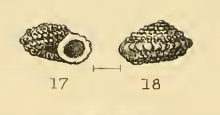
Cyclostrema micans.
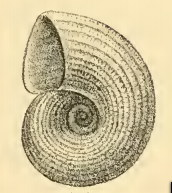
Vitrinella ponceliana.

### Publication originale
- [1896] (it) Federico Sacco, « I molluschi dei terreni terziarii del Piemonte e della Liguria. Parte XXI. (Naricidae, Modulidae, Phasianellidae, Turbinidae, Trochidae, Delphinulidae, Cyclostrematidae, Tornidae) », Carlo Clausen, Torino,‎ 1896, p. 1-64, 4 pl. (lire en ligne).